# Skärblacka
Skärblacka est une localité de 4 048 habitants située dans la commune de Norrköping, en Suède. Jusqu'en 1971, Skärblacka était le chef-lieu de la commune de Skärblacka qui a depuis fusionné avec celle de Norrköping.